# Sablonnière (Astroux)
Pour les articles homonymes, voir Sablonnière.
La Sablonnière est un ruisseau français qui coule en Auvergne-Rhône-Alpes, dans le département du Puy-de-Dôme. C'est un affluent de l'Eau Mère en rive droite, donc un sous-affluent de l’Allier puis de la Loire.

## Géographie
La Sablonnière prend sa source dans les monts du Livradois, sur la commune d'Égliseneuve-des-Liards à 680 mètres d'altitude. Il se dirige vers le nord jusqu'au hameau de La Vanzy puis décrit un arc de cercle vers l'ouest et le sud-ouest. Après avoir reçu l'apport du ruisseau des Vergnes il s'enfonce dans des gorges. Il rejoint l'Eau Mère en rive droite (appelée ruisseau d'Astroux à cet endroit) au lieu-dit "Le Martinet". 

## Communes traversées
La Sablonnière longe ou traverse 3 communes, toutes situées dans le Puy-de-Dôme.
- Égliseneuve-des-Liards
- Sugères
- Sauxillanges

## Affluents
La Sablonnière compte 2 affluents référencés parmi lesquels :
- Ruisseau des Vergnes
- Ruisseau des Pachers